# Peter Eastgate
Peter Eastgate, född 13 december 1985 i Odense, Danmark är en dansk professionell pokerspelare.
Eastgate blev den yngsta spelaren att någonsin vinna World Series of Poker Main Event när han 2008 besegrade Ivan Demidov heads-up efter ett finalbord som hade pågått i 15 timmar och 28 minuter. 
Vinsten gav honom $9 152 416. Därefter har han bland annat vunnit en turnering i PokerStars Caribbean Adventure och kommit tvåa i en European Poker Tour-turnering. I World Series of Poker 2009s Main Event var han den tidigare mästare som blev utslagen sist. Han har även deltagit i säsong 5 av tv-programmet High Stakes Poker. Eastgate är knuten till PokerStars där han spelar under namnet PeteEastgate. 2009 övertog Joe Cada titeln som den yngste WSOP Main Event-vinnaren. 